# Grammostola pulchra
Grammostola pulchra es una especie de araña perteneciente a a familia Theraphosidae (tarántulas). Es originaria del sur de Brasil y norte de Uruguay. Comúnmente conocida como el brasileño negro o como la cangrejera negra brasileña o la tarántula negra de Rio Grande do Sul. 

## Descripción
Los ejemplares maduros son casi totalmente negros. Es de crecimiento lento, y tarda hasta siete años para alcanzar la madurez. Vive en ambientes semiáridos. Tiene hábitos errantes. Es capaz de excavar su madriguera pero no suele quedarse mucho tiempo en ellas. Es una tarántula oportunista.
```
mascota exótica muy fácil y económica de mantener.
 En cautividad y en crecimiento puede estar enterrada aprox. 6 meses sin señales de vida hasta realizar una muda.
```

## Tamaño
Es una especie de tamaño medio. Suele alcanzar una longitud máxima promedio (legspan) de 16 centímetros las hembras, siendo los machos de contextura más delgada y un poco más pequeños.

## Longevidad
Hay registros que sugieren que, en cautividad, pueden alcanzar 20 años de vida en caso de las hembras, siete en caso de ser macho; aunque el promedio general es de 15 y 5 años respectivamente.

## Mantenimiento
Como en toda mascota de la familia Theraphosidae y aunque algunos ejemplares lo permitan, no se recomienda su manipulación.
Su dieta en cautividad consiste en cucarachas, grillos, tenebrios o zophobas, insectos, crías de ratón (pinkies), y otros animales pequeños, siempre de tamaño adecuado a la araña (presas excesivamente grandes pueden hacerle daño). El alimento debe ser adquirido en criaderos para evitar la transmisión de parásitos e insecticidas. Se sugiere una frecuencia de una a dos veces por semana. Esto es porque son propensas a la obesidad. Una tarántula con exceso de peso corre peligro de muerte en el momento de la muda (exuvia).
Un terrario para su mantención debe ser al mínimo de 40x20x30 cm. (cuando adultas).
El tamaño del terrario debe incrementarse a medida que el ejemplar se desarrolla. Una buena forma de calcular, es tener en cuenta que el terrario tenga 2.5x2.5x2.5 de la longitud de la araña. 
Un recipiente de tamaño excesivo genera riesgo de lesiones por caídas cuando el ejemplar es chico o posea sobrepeso.
Este podrá ser de vidrio o plástico. Se sugiere ventilación superior. No requiere iluminación ni fuente de calor propia. 
Margen de temperatura: de 22 a 33 centígrados. Humedad relativa desde 60% al 80%. Esta facilitará la muda. Sugerencia de sustrato: Turba, tierra preparada, Peat moss, fibra de coco,  (Consulte en tiendas especializadas)